# تومب رايدر: كرونيكلز
تومب رايدر: كرونيكلز (بالإنجليزية: Tomb Raider Chronicles)‏، هي لعبة فيديو من نوع مغامرات والإثارة، أنتجت سنة 2000 من قبل كور ديزاين .

## وصلات خارجية
- تومب رايدر: كرونيكلز على موقع IMDb (الإنجليزية)

- تقرير من موبي جيمز